# Niedzięgiel
Niedzięgiel, Skorzęcińskie – jezioro w Polsce, położone w woj. wielkopolskim, w powiecie gnieźnieńskim, w gminie Witkowo, leżące na Równinie Wrzesińskiej.

## Charakterystyka
Linia brzegowa dobrze rozwinięta, liczne zatoki. Brzegi niskie, zachodnie - zabagnione, północne - zalesione. Z jeziora wypływa Mała Noteć. Między Niedzięglem a Jeziorem Białym leży ośrodek wypoczynkowy Skorzęcin, a wokół jeziora wsie: Wylatkowo, Charbin i Wiekowo.

## Dane morfometryczne
Powierzchnia zwierciadła wody według różnych źródeł wynosi od 550,9 ha przez 602,5 ha do 637,7 ha.
Zwierciadło wody położone jest na wysokości 103,2 m n.p.m. lub 104,0 m n.p.m. Średnia głębokość jeziora wynosi 5,5 m, natomiast głębokość maksymalna 21,5 m lub 21,6 m. Objętość zbiornika według różnych źródeł wynosi od 30089,9 tys. m³ do 35149,7 tys. m³.
Tak znaczne różnice w powierzchni wynikają z obniżania się poziomu wód jeziora w ostatnich 20-30 latach. Jak się szacuje, lustro wody obniżyło się o 68 cm. Na jeziorze znajduje się wyspa o powierzchni 3,6 ha.
W oparciu o badania przeprowadzone w 2005 roku wody jeziora zaliczono do II klasy czystości i II kategorii podatności na degradację. W 2001 roku wody jeziora również zaliczono do II klasy czystości.

## Hydronimia
Według urzędowego spisu opracowanego przez Komisję Nazw Miejscowości i Obiektów Fizjograficznych (KNMiOF) nazwa tego jeziora to Niedzięgiel. W różnych publikacjach i na niektórych mapach topograficznych jezioro to występuje pod nazwą Skorzęcińskie.

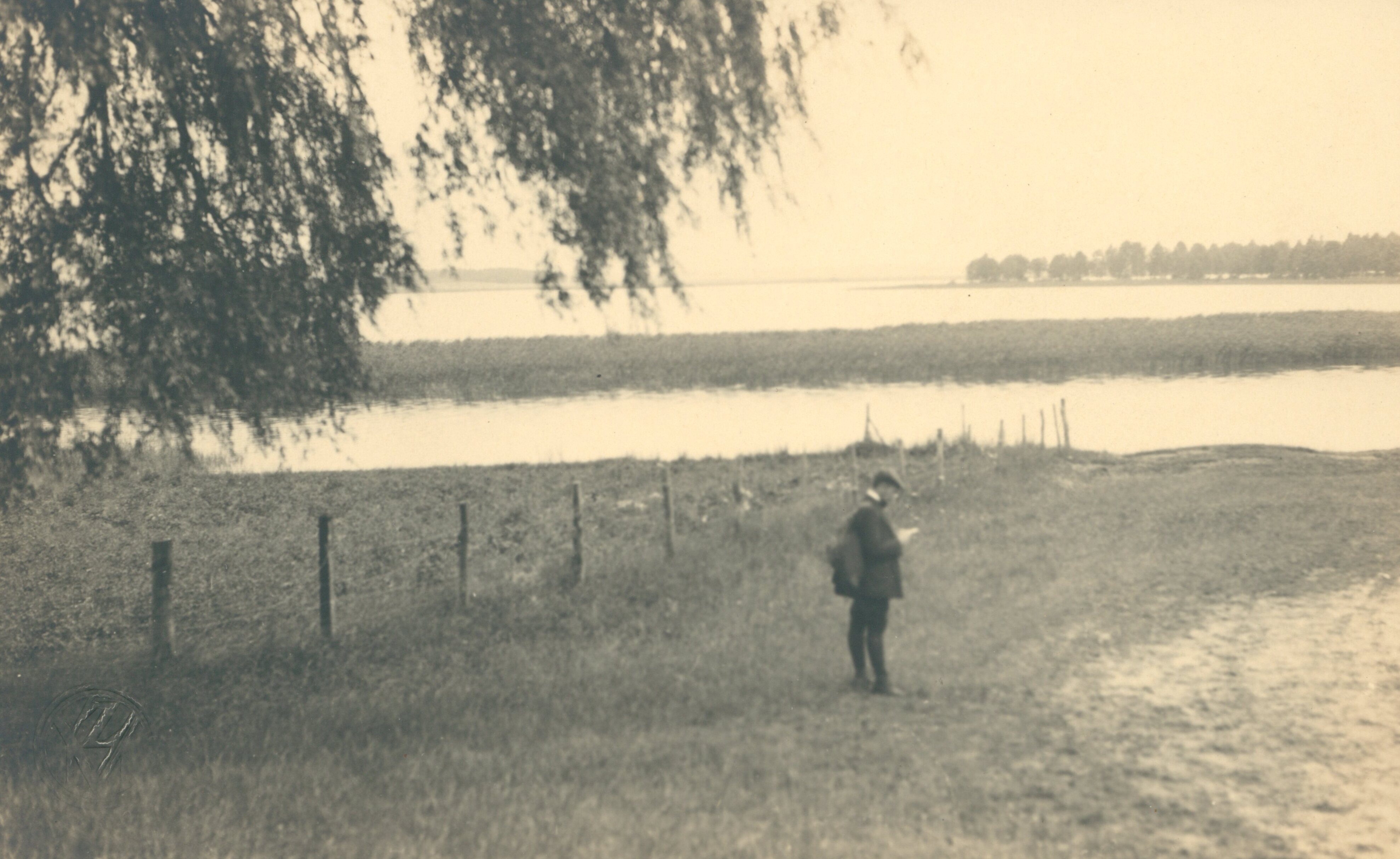
Widok jeziora około 1928